# Manu Tuiasosopo
Manu'ula Asovalu Tuiasosopo (Los Angeles, 30 agosto 1957) è un ex giocatore di football americano statunitense che ha giocato nel ruolo di defensive lineman nella National Football League (NFL). Fu scelto nel corso del primo giro (18º assoluto) del Draft NFL 1979 dai Seattle Seahawks. Al college giocò a football a UCLA.

## Carriera professionistica
Tuiasosopo fu scelto nel corso del primo giro del Draft 1979 dai Seattle Seahawks. Rimase con essi per cinque stagioni non saltando una sola partita. Nel 1984 passò ai San Francisco 49ers con cui in tre stagioni disputò 46 partite mettendo a segno 7,0 sack e vinse il Super Bowl XIX nel 1984 battendo i Miami Dolphins.

## Palmarès
- Super Bowl : 1 Vincitore del Super Bowl XIX
- PFWA All-Rookie Team - 1979

## Statistiche
| Partite totali | 119 |
| Sack           | 9,5 |
| Intercetti     | 1   |